# Welsh (Louisiana)
Welsh és una població dels Estats Units a l'estat de Louisiana. Segons el cens del 2000 tenia 3.380 habitants.

## Demografia
Segons el cens del 2000, Welsh tenia 3.380 habitants, 1.246 habitatges, i 893 famílies. La densitat de població era de 209,8 habitants/km².
Dels 1.246 habitatges en un 37% hi vivien nens de menys de 18 anys, en un 53,5% hi vivien parelles casades, en un 14,7% dones solteres, i en un 28,3% no eren unitats familiars. En el 25,8% dels habitatges hi vivien persones soles el 14,4% de les quals corresponia a persones de 65 anys o més que vivien soles. El nombre mitjà de persones vivint en cada habitatge era de 2,63 i el nombre mitjà de persones que vivien en cada família era de 3,17.
Per edats la població es repartia de la següent manera: un 28,4% tenia menys de 18 anys, un 9,7% entre 18 i 24, un 25,9% entre 25 i 44, un 20,1% de 45 a 60 i un 15,9% 65 anys o més.
L'edat mediana era de 35 anys. Per cada 100 dones de 18 o més anys hi havia 81,9 homes.
La renda mediana per habitatge era de 26.838 $ i la renda mediana per família de 33.600 $. Els homes tenien una renda mediana de 29.760 $ mentre que les dones 18.621 $. La renda per capita de la població era de 13.538 $. Entorn del 16,3% de les famílies i el 21,5% de la població estaven per davall del llindar de pobresa.

## Poblacions més properes
El següent diagrama mostra les poblacions més properes.